# Jeurre
Jeurre – miejscowość i gmina we Francji, w regionie Burgundia-Franche-Comté, w departamencie Jura.
Według danych na rok 1990 gminę zamieszkiwało 220 osób, a gęstość zaludnienia wynosiła 31 osób/km² (wśród 1786 gmin Franche-Comté Jeurre plasuje się na 527. miejscu pod względem liczby ludności, natomiast pod względem powierzchni na miejscu 632.).